# Hypsomyia hispida
Hypsomyia hispida là một loài ruồi trong họ Tachinidae.